# Blang Dalam Tunong
Blang Dalam Tunong is een bestuurslaag in het regentschap Aceh Utara van de provincie Atjeh, Indonesië. Blang Dalam Tunong telt 442 inwoners (volkstelling 2010).